# Iglesia de la Unidad Presbiteriana
La Iglesia de la Unidad Presbiteriana (en inglés: Unity Presbyterian Church) es una iglesia protestante presbiteriana en la Ciudad de Belice, la antigua capital del país centroamericano de Belice. Fue construida por la Iglesia Presbiteriana de Belice para establecer una iglesia en una zona pobre de la ciudad de Belice que fue duramente golpeada por un huracán en el 2000, hecho que causó graves inundaciones en la zona. La iglesia también recibió ayuda de organizaciones de caridad.